# Josh Arieh
Josh Arieh (Rochester, 26 settembre 1974) è un giocatore di poker statunitense.
Ha iniziato a giocare a poker nel 1999. È sposato con Angela Arieh, con la quale ha tre figli.

## World Series of Poker
Arieh è arrivato terzo al Main Event delle WSOP del 2004. Alle WSOP del 1999 vince il suo primo braccialetto al torneo $3,000 Limit Hold'em, mentre alle WSOP del 2000 ottiene un secondo posto al torneo di Pot Limit Omaha, perdendo contro Johnny Chan. Alle WSOP del 2005 ha conquistato il suo secondo braccialetto, vincendo l'heads-up contro Chris Ferguson nel torneo $2,000 Pot Limit Omaha.
Arieh è arrivato secondo alle WSOP del 2014 nel torneo $5,000 No Limit Hold'em - Eight Handed. Vanta inoltre numerose vittorie e tavoli finali in altri tornei, nonché molte apparizioni televisive.
Al 2014, le sue vincite nei tornei live superano i $6,700,000, di cui la maggior parte ($3,436,897) viene dai tornei delle WSOP.

### Braccialetti delle WSOP
| Anno | Torneo                 | Premio (US$) |
| ---- | ---------------------- | ------------ |
| 1999 | $3,000 Limit Hold'em   | $202,800     |
| 2005 | $2,000 Pot Limit Omaha | $381,600     |